# Joanne Benson
Joanne E. Benson (* 4. Januar 1943 in Le Sueur, Minnesota) ist eine US-amerikanische Politikerin. Zwischen 1995 und 1999 war sie Vizegouverneurin des Bundesstaates Minnesota.

## Werdegang
Nach ihrer Schulzeit und einem Studium an der St. Cloud State University wurde Joanne Benson im Schuldienst tätig. Gleichzeitig schlug sie als Mitglied der Republikanischen Partei eine politische Laufbahn ein. Zwischen 1991 und 1994 saß sie im Senat von Minnesota, wo sie verschiedenen Ausschüssen angehörte. Schwerpunkte ihrer Arbeit als Staatssenatorin waren die Bildung, die Umwelt, Gesundheitsfragen und der Handel.
1994 wurde Benson an der Seite von Arne Carlson zur Vizegouverneurin von Minnesota gewählt. Dieses Amt bekleidete sie zwischen 1995 und 1999. Dabei war sie Stellvertreterin des Gouverneurs. Im Jahr 1998 scheiterte sie in den Gouverneursvorwahlen ihrer Partei. Zwischen 1999 und 2005 war sie als Chief Education Officer für die Minnesota Business Academy tätig. Sie ist verheiratet und Mutter von zwei Kindern.